# Dödens stad
Dödens stad (originaltitel: City of Bones) är en kriminalroman från 2002 av Michael Connelly. Det är den åttonde boken om Harry Bosch på svenska. Översättningen till svenska gjordes av Eva Larsson.

## Handling
En hund kommer med ett ben till sin husse - så börjar på denna historia om Harry Bosch. Det visar sig vara benrester från en tolvårig pojke som begravts tjugofem år tidigare i grannskapets skogsparti. På grund av sitt eget mörka förflutna så bestämmer sig Harry för att ta tag i detta fall och börjar kämpa med att lösa det. Men utredningen försvåras av olika händelser, bland annat genom smygandet med förhållandet till Julia Brascher. 